# Illenium
Nicholas Daniel Miller (Chicago; 26 de diciembre de 1990), conocido por su nombre artístico Illenium (estilizado como ILLENIUM), es un DJ, remezclador y productor discográfico estadounidense. Su tercer álbum de estudio, ASCEND, se lanzó en agosto de 2019 en Astralwerks. Fue el primero de ILLENIUM en encabezar la lista Billboard Dance / Electronic Albums y también alcanzó su pico más alto en el Billboard 200 en el número 14. Varias de sus canciones también han aparecido en la lista Billboard Hot Dance / Electronic Songs, incluidos dos singles de 2019 que alcanzaron su punto máximo en el número 3: "Good Things Fall Apart" con Jon Bellion y "Takeaway" con The Chainsmokers, junto a Lennon Stella. ILLENIUM también ha trabajado en numerosos remixes notables, incluidos los de "Don't Let Me Down" de The Chainsmokers y "Say It" de Flume, el último de los cuales ganó el premio por "Remix of the Year" en la inauguración de Electronic Music Awards en 2017.

## Biografía
Nicholas D. Miller nació en Chicago pero creció en San Francisco. En 2008, Miller comenzó a hacer música electrónica. En el verano de 2012, vio a Bassnectar actuar en el Anfiteatro Red Rocks y decidió enfocarse en la música más seriamente después de eso. Ese año, también sufrió una sobredosis de heroína, un hecho que compartió con sus fanáticos en 2018. La experiencia fue la inspiración para su canción de 2018, "Take You Down". En 2013, Miller se mudó a Denver, donde continúa residiendo. También se inscribió (pero nunca terminó) en el programa de negocios musicales en la Universidad Denver Colorado mientras trabajaba en su primer EP. Mientras tanto, entrenó lacrosse y entregó sushi para mantenerse.

### 2013–2015: Carrera inicial, dos EP y colaboraciones
Illenium lanzó su primer EP homónimo en mayo de 2013 en Prep School Recordings.. Ese año, también lanzó un remix de "Over the Love" de Florence and the Machine. En enero de 2014, lanzó independientemente su EP de seguimiento, Risen , que contenía la canción "Drop Our Hearts" con Sirma. También continuó lanzando remixes, incluidos los de "Flipside" de Lana Del Rey y "Always This Late" de Odesza .
En 2015, Illenium lanzó varios singles, incluyendo "Chosen You", "Painted White", junto Said the Sky y Christina Soto, y "I'll Be Your Reason", junto a Eden. La última canción fue lanzada en la plataforma Nest HQ de Skrillex. . Las remezclas de Illenium ese año incluyeron las de Galantis " Gold Dust " y Kaskade "Disarm You", junto a Ilsey.

### 2016:Ashesy remixes notables
En febrero de 2016, Illenium lanzó su álbum de estudio debut, Ashes, como una descarga gratuita en Seeking Blue Records y su propio sello recientemente establecido, Kasaya Records. El álbum presentó 10 canciones (12 en la versión de bonificación) incluyendo "Reverie" junto a King Deco, "With You" (feat. Quinn XCII), y "Fortress" (feat. Joni Fatora). "With You" junto a Quinn XCII y "Fortress" junto a Joni Fatora. El álbum alcanzó el número 6 en el Billboard Top Dance/Electronic Albums de la danza carta y en el número 19 en la álbumes Heatseekers gráfico. El álbum Ashes remixes se lanzó en diciembre de 2016, momento en que Illenium se embarcó en el "Ashes Tour" en ciudades seleccionadas de los Estados Unidos.
Illenium también lanzó dos remixes notables en 2016: "Don't Let Me Down" de The Chainsmokers y "Say It" de Flume, junto a Tove Lo. Su remix de "Don't Let Me Down" se estrenó en marzo de 2016. Aunque el lanzamiento fue inicialmente no oficial, más tarde se incluyó en la colección oficial de remix de The Chainsmokers. A finales de año, la canción había acumulado más de 60 millones de transmisiones en SoundCloud y seguía siendo el remix más reproducido en la plataforma en 2018 con más de 101 millones de transmisiones. El remix de Illenium de "Say It" se lanzó en septiembre de 2016. Ese remix continuaría ganando el premio de "Remix of the Year" en los primeros Electronic Music Awards en septiembre de 2017. En octubre de 2016, Illenium también lanzó una colaboración con Said the Sky y Seven Lions titulada "Rush Over Me". con Haliene. Esa canción apareció en el número 50 en la lista Billboard Hot Dance/Electronic Songs chart.

### 2017–2018:Awakey numerosas apariciones en las listas de Billboard
En febrero de 2017, Illenium lanzó la canción "Fractures" con Nevve. Siguió eso con el sencillo colaborativo, "Feel Good", con Gryffin y con Daya en marzo de 2017. Both songs charted on the Hot Dance/Electronic Songs chart (at number 42 and 17, respectively). Ambas canciones figuran en la lista Hot Dance/Electronic Songs (en el número 42 y 17, respectivamente). En julio de 2017, Illenium colaboró con el dúo de EDM, Zeds Dead, para producir la canción "Where The Wild Things Are". Al mes siguiente, lanzó el sencillo "Crawl Outta Love" con Annika Wells, y también ganó Illenium (y sus socios de escritura) el primer premio del Concurso Internacional de Composición de Canciones al año siguiente.
En septiembre de 2017, Illenium lanzó su segundo álbum, Awake, en Seeking Blue Records y Kasaya Records. El álbum contó con 13 pistas, entre ellas las mencionadas "Fractures", "Feel Good" y "Crawl Outta Love".  Se convirtió en el primer álbum de Illenium en aparecer en el Billboard 200 , llegando al número 106. También alcanzó el número 3 en la lista Top Dance/ Electronic Albums. A partir de noviembre de 2017, Illenium embarked on the "Awake Tour" across the country in support of the album. Throughout the tour, he was joined on stage by frequent collaborators Said the Sky and Dabin. In December 2017, an EP of official Awake piano covers was released, Illenium se embarcó en el "Awake Tour" en todo el país en apoyo del álbum. A lo largo de la gira, se le unieron en el escenario colaboradores frecuentes Said the Sky y Dabin. En diciembre de 2017, se lanzaron covers de piano, y en junio de 2018, cayó un EP de remixes de Awake.
En 2018, Illenium lanzó tres colaboraciones que figuraban en la lista Hot Dance/Electronic Songs: "Don't Give Up on Me" con Kill the Noise en el número 35, "Gold (Stupid Love)" con Excision y Shallows and "God Damnit" with Call Me Karizma en el número 19, y "God Damnit" con Call Me Karizma en el número 33. También lanzó un remix de "Without Me" de Halsey en noviembre de 2018.

### 2019 –Colaboraciones continuas yAscend
En enero de 2019, Illenium colaboró con el dúo de música electrónica, Bahari, en la canción "Crashing". Siguió eso con una colaboración de marzo de 2019 con Kameron Alexander en la canción "Pray". Más tarde ese mes, el dúo EDM, The Chainsmokers, debutó una colaboración con Illenium "Takeaway" durante su set en el Ultra Music Festival. En mayo de 2019, Illenium lanzó una canción con Jon Bellion llamada "Good Things Fall Apart". A partir de septiembre de 2019, ambos singles mantienen la posición más alta de Illenium en la lista Hot Dance/Electronic Songs en el número 3.
Más tarde, en mayo de 2019, Illenium y Ekali estrenaron una canción de colaboración ("Hard to Say Goodbye") durante un set en el Electric Daisy Carnival en Las Vegas. En junio de 2019, Illenium anunció que su próximo álbum, Ascend , se lanzaría el 16 de agosto a través de Astralwerks. También anunció una gira por 30 ciudades de América del Norte en apoyo del álbum. El 24 de julio de 2019, después de muchos meses de tocar en festivales, su colaboración con The Chainsmokers y Lennon Stella titulada "Takeaway", junto con el video musical oficial, fueron lanzados oficialmente. El video obtuvo más de 6 millones de visitas en los primeros 3 días después de su lanzamiento. "Takeaway" también entró rápidamente en el top 10 en la lista de ventas de iTunes de EE. UU. The video garnered over 6 million views in the first 3 days after its release. "Takeaway" also quickly entered the top 10 on the US iTunes Sales Chart.
El 16 de agosto de 2019, Illenium lanzó su tercer álbum de estudio, Ascend, en Astralwerks. El álbum consta de 17 pistas, incluidas las mencionadas "Take You Down", "Crashing", "Pray", "Good Things Fall Apart" y "Takeaway". El álbum se convirtió en el primero en alcanzar el número uno en la lista Billboard Top Dance/Electronic Albums y también alcanzó su pico más alto en el Billboard 200 en el número 14.
El 22 de noviembre de 2019, Illenium lanza su colaboración soñada con Ekali titulada "Hard to Say Goodbye", con Chloe Angelides. La canción alcanzó 500,000 transmisiones dentro de una hora después del lanzamiento y alcanzó el número 1 en iTunes.

### 2020-2021: "Feel Something", "Trilogy" yFallen Embers
En los primeros meses de 2020, Illenium lanzó su segunda colaboración con Excision llamada "Feel Something", con I Prevail.
A finales de agosto, Illenium anunció su debut en un nuevo sello musical, 12Tone, y unas semanas más tarde lanzó su primer sencillo con el sello, titulado " Nightlight ", el sencillo principal de su próximo cuarto álbum de estudio, Fallen Embers . A finales de octubre, Illenium lanzó su segunda canción en el sello 12Tone llamada " Paper Thin " con Tom DeLonge de Angels & Airwaves . El día de Navidad, Illenium lanzó " Hearts On Fire " como parte de una colaboración con Dabin.
Illenium continuó lanzando sencillos a principios de 2021. El 12 de marzo de 2021, lanzó "First Time" con Iann Dior .
El 25 de abril de 2021, Illenium debutó con tres nuevos singles durante su presentación en vivo en el Festival de Música de Ubbi Dubbi. Una colaboración inédita con los productores Slander y Krewella titulada "Lay It Down" fue la primera en debutar esa noche.  Una colaboración con Excision y HALIENE llamada "In My Mind" fue la siguiente en debutar durante la actuación.  El título oficial de la canción fue revelado originalmente por un tuit de HALIENE.  Finalmente, " Sideways " es una colaboración con el productor Nurko, que también debutó esa noche y fue lanzado el 6 de mayo de 2021. 
El 14 de mayo de 2021, se reveló a través de un tuit de Illenium que Fallen Embers está programado para lanzarse el 16 de julio de 2021. 
Durante el set de Said the Sky el 29 de mayo de 2021, en el Sunset Music Festival, Trevor Christensen debutó una nueva colaboración entre él e Illenium llamada "Crazy Times" con la voz de Tim James (quien también proporcionó la voz para " Take You Down " ).  Illenium confirmó más tarde en Twitter que la canción era el producto final de una transmisión en vivo que él y Trevor realizaron en 2020, y que aparecería en Fallen Embers . 
El 2 de julio, Illenium lanzó el sencillo final antes del lanzamiento de Fallen Embers. El sencillo se llama "Heavenly Side" con Matt Maeson .
El 3 de julio, Illenium realizó Trilogy en el Allegiant Stadium de Las Vegas como el concierto musical inaugural del lugar, y en vivo en línea con sets de sus primeros tres álbumes principales: Ashes , Awake , Ascend y una vista previa de su cuarto álbum, Fallen Embers . donde tocó 4 canciones inéditas del álbum, “Blame Myself”, “Blame Myself (remix de Illenium y Virtual Riot)”, “Brave Soul” y “Crazy Times”. 
El 16 de julio, Illenium lanzó su cuarto álbum, Fallen Embers , con 14 canciones, incluidos los sencillos antes mencionados "Nightlight", "Paper Thin", "Hearts On Fire", "First Time", "Sideways", "Heavenly Side", las canciones anticipadas en Ubbi Dubbi "In My Mind" con Excision y "Lay It Down" con Krewella y Slander, "Crazy Times" con Said The Sky y Rock Mafia, vista previa en Sunset Music Festival, y "Blame Myself" y "Brave Soul ”que se vieron en Trilogy. Un remix de "Blame Myself" producido con Virtual Riot fue lanzado como parte de la versión de lujo de "Fallen Embers" el 22 de octubre, junto con otras colaboraciones inéditas.

## Discografía
- 2016: Ashes
- 2017: Awake
- 2019: Ascend
- 2021: Fallen Embers
- 2023: Illenium

## Tours
- "Ashes Tour" (2016–2017)[28][29]
- "Awake Tour" (2017–2018)[43]
- "Ascend Tour" (2019)[56]
- "Fallen Embers Tour" (2021)

## Premios y nominaciones
| Año  | Premio                                | Categoría                      | Nominanos(as)                                       | Resultados | Refererncias |
| ---- | ------------------------------------- | ------------------------------ | --------------------------------------------------- | ---------- | ------------ |
| 2017 | Electronic Music Awards               | Remix del año                  | Flume - "Say It" featuring Tove Lo (Illenium Remix) | Ganador    | [ 35 ]       |
| 2018 | International Songwriting Competition | Gran Premio                    | Illenium and Annika Wells for "Crawl Outta Love"    | Ganador    | [ 42 ]       |
| 2019 | International Dance Music Awards      | MEJOR REMIX                    | Halsey - "Without Me" (Illenium remix)              | Ganador    | [ 61 ]       |
| 2019 | International Dance Music Awards      | Mejor artista masculino (bajo) | Illenium                                            | Ganador    | [ 61 ]       |